# Johann Pölzer senior

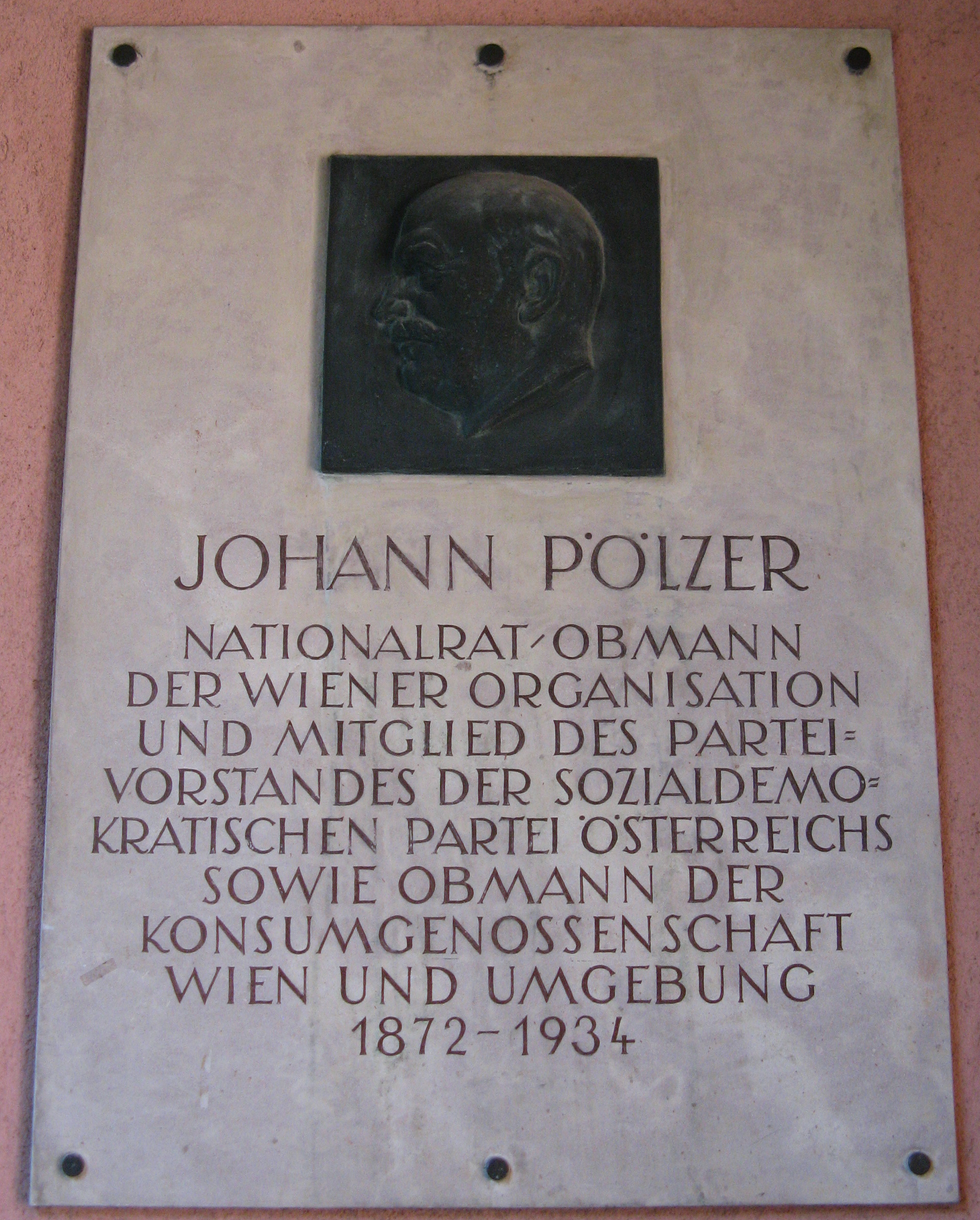
Gedenktafel mit Porträtrelief am Pölzerhof

Johann Pölzer (* 30. Jänner 1872 in Alt-Petrein, Mähren; † 21. April 1934 in Wien) war ein österreichischer Politiker (SDAPDÖ).

## Leben
Johann Pölzer wurde 1872 im kleinen mährischen Dorf Alt-Petrein als Sohn eines Kleinbauern geboren. Im Alter von 14 Jahren wurde er von seinen Eltern nach Wien geschickt, um dort den Beruf des Schneiders zu erlernen.
Im Wiener Bezirk Ottakring kam er zum ersten Mal in Kontakt mit der Sozialdemokratie. Nach dem Umzug nach Favoriten engagierte er sich im Aufbau der dortigen sozialdemokratischen Bezirksorganisation, deren Obmann er 1897 wurde und bis zu seinem Tod 1934 blieb. Er war bekannt als Volkstribun, der sich persönlich um die Probleme der Bevölkerung in seinem Bezirk kümmerte und immer ein offenes Ohr für alle hatte.
Nach dem plötzlichen Tod seiner Frau Amalia 1924 widmete er sich verstärkt der Parteiarbeit. Viele führende Parteifunktionäre wie Victor Adler, Otto Bauer und Karl Renner schätzten seine Meinung.
Von 1908 bis 1919 war er Mitglied des Landtages als Vertreter des Wahlkreises Favoriten, da Wien zu diesem Zeitpunkt noch Teil von Niederösterreich war. Von 1920 bis 1934 war er Abgeordneter zum Nationalrat. Weitere Parteifunktionen waren Mitglied des Wiener Gemeinderates und des Bundesparteivorstandes.
Im Februar 1934 wurde er zum ersten Mal wegen seines Herzleidens im Spital behandelt. Nach dem Ausbruch des Bürgerkrieges wollte er zurück nach Favoriten, wurde dort allerdings verhaftet und zurück ins Krankenhaus gebracht, wo er einige Wochen später starb. Sein Grab befindet sich am Wiener Zentralfriedhof.
Zu seinen Ehren wurde eine Wohnhausanlage im Bezirk Favoriten nach ihm Pölzerhof benannt.
Der Wiener Gemeindepolitiker und Abgeordnete zum Nationalrat Johann Pölzer junior (1903–1964) war sein Sohn.